# Salix parallelinervis
Salix parallelinervis là một loài thực vật có hoa trong họ Liễu. Loài này được Flod. miêu tả khoa học đầu tiên.